# Lyckost
Lyckost är Eva Eastwood's nionde album och hennes andra album på svenska. Albumet släpptes 16 april 2011.

## Låtlista
| Nr           | Titel                                     | Längd |
| ------------ | ----------------------------------------- | ----- |
| 1.           | Han är kung                               | 2:49  |
| 2.           | Lyckost                                   | 2:30  |
| 3.           | Snälla Ingemar                            | 3:20  |
| 4.           | Himlen var här                            | 3:25  |
| 5.           | Bara du                                   | 2:51  |
| 6.           | Bli min                                   | 2:47  |
| 7.           | Kom i min famn                            | 3:19  |
| 8.           | Hade velat vara med (Tillägnad Rock-Olga) | 3:30  |
| 9.           | Minst lika kär                            | 2:26  |
| 10.          | Ford 56                                   | 2:51  |
| 11.          | Min gamla stad                            | 3:15  |
| 12.          | Boogien i blodet                          | 2:44  |
| Total längd: | Total längd:                              | 35:47 |